# Przedsiębiorstwo państwowe
Przedsiębiorstwo państwowe (skróty: PP lub P.P.) – przedsiębiorstwo w Polsce, którego wyłącznym właścicielem jest Skarb Państwa. Jest osobą prawną, do której stosuje się przepisy ustawy z dnia 25 września 1981 roku o przedsiębiorstwach państwowych (Dz.U. z 2023 r. poz. 437). Zgodnie z art. 1 tej ustawy przedsiębiorstwo państwowe jest samodzielnym, samorządnym i samofinansującym się przedsiębiorcą posiadającym osobowość prawną.
Przedsiębiorstwa państwowe należy odróżniać od spółek kontrolowanych przez Skarb Państwa, które z prawnego punktu widzenia nie są przedsiębiorstwami państwowymi, lecz spółkami uregulowanymi w Kodeksie spółek handlowych.

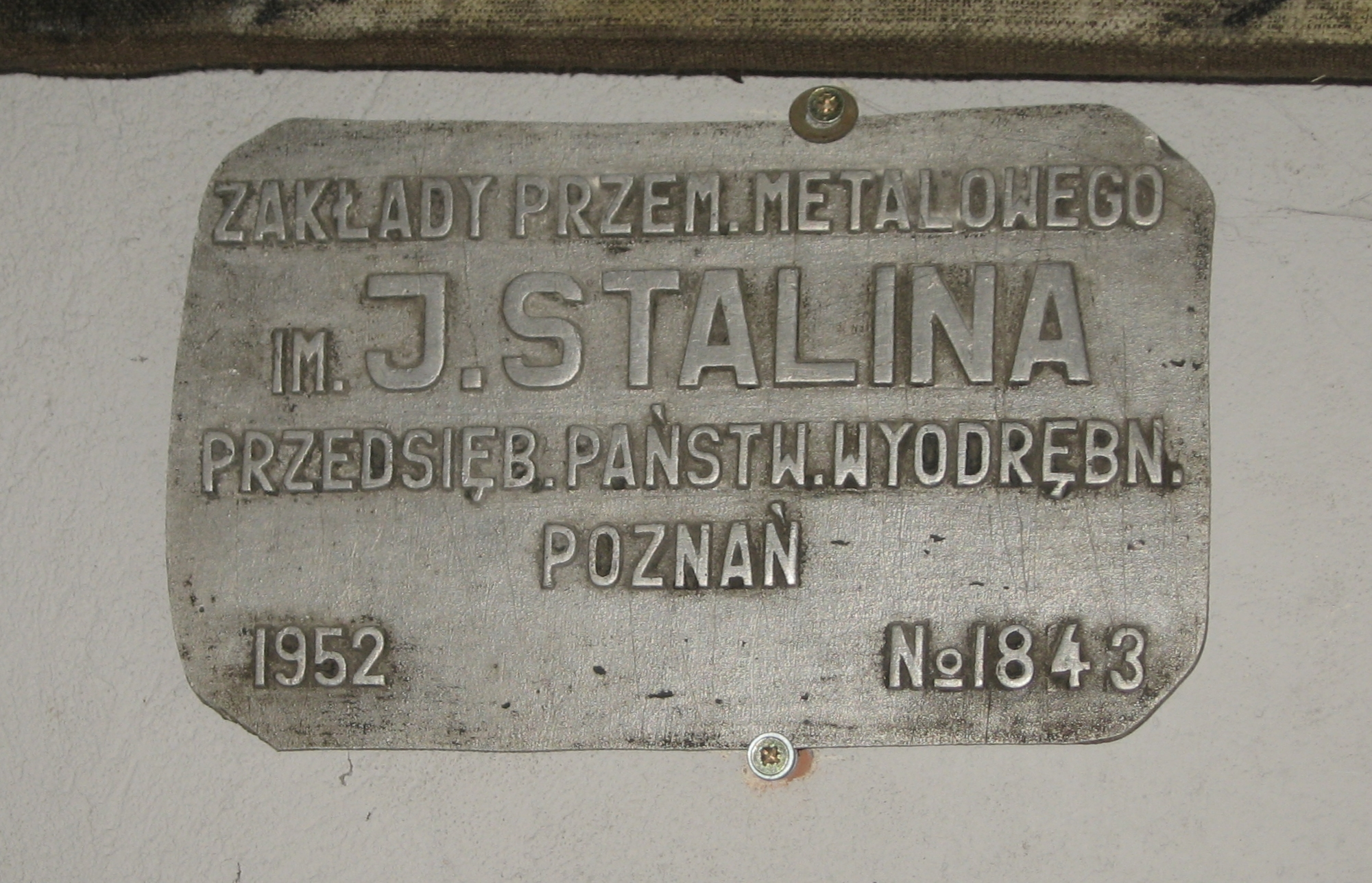
Tabliczka fabryki Cegielskiego w Poznaniu z okresu działalności jako „Zakłady Przemysłu Metalowego im. J. Stalina w Poznaniu” (1949-1956)

## Opis
Przedsiębiorstwo państwowe może zostać przekształcone w jednoosobową spółkę Skarbu Państwa w drodze komercjalizacji, która jest zazwyczaj etapem poprzedzającym prywatyzację.
W Polsce formę przedsiębiorstwa państwowego miało wiele podmiotów o różnej skali działania, np. Zakłady Przemysłu Metalowego „H. Cegielski” w Poznaniu, Stocznia Szczecińska im. Adolfa Warskiego czy Polskie Koleje Państwowe. Szczególnym rodzajem przedsiębiorstwa państwowego były Państwowe Gospodarstwa Rolne (PGR). W gospodarce Polskiej Rzeczypospolitej Ludowej przedsiębiorstwa państwowe należały do ogólnej kategorii opisywanej jako jednostki gospodarki uspołecznionej, do której należały także spółdzielnie oraz nieliczne spółki (np. Bank Polska Kasa Opieki S.A.).
W późniejszym okresie wyodrębniono szczególny rodzaj przedsiębiorstw państwowych, mianowicie państwowe przedsiębiorstwa użyteczności publicznej (P.P.U.P.). Taką formę prawną miała m.in. od 1991 do 2009 roku Poczta Polska. W latach 1987–2023 jako przedsiębiorstwo państwowe funkcjonowały również „Porty Lotnicze”.
Według danych Ministerstwa Skarbu Państwa w 2014 r. w Polsce istniało 20 czynnych przedsiębiorstw państwowych podlegających bezpośredniemu nadzorowi ministra. Przykładem współcześnie funkcjonujących przedsiębiorstw, które zachowały tę formę prawną jest Polska Żegluga Morska; jednym z ostatnich przedsiębiorstw państwowych o mniejszym znaczeniu były Orzechowskie Zakłady Przemysłu Sklejek, które skomercjalizowano na przełomie lat 2013/2014 i funkcjonują jako „Sklejka Orzechowo SA”. Według danych Ministerstwa Aktywów Państwowych w dniu 31 marca 2023 r. w Polsce istniało 10 aktywnych przedsiębiorstw państwowych.